# Ciaxares
Ciaxares (em grego clássico: Κυαξάρης; em persa antigo: 𐎢𐎺𐎧𐏁𐎫𐎼 Uvaxštra; avéstico: Huxšaθra, lit.  "Bom governante"; em acádio: Umakištar; frígio: ksuwaksaros;) foi rei do Império Medo entre 625 e 585 a.C., sendo ele neto de Déjoces, filho e sucessor de Fraortes, pai e antecessor de Astíages. Segundo Jerônimo de Estridão, ele foi o sétimo rei dos medos, sucedendo a Fraortes, reinando de 630 a.C. a 598 a.C. e sendo sucedido por Astíages.

## História

### Ascensão

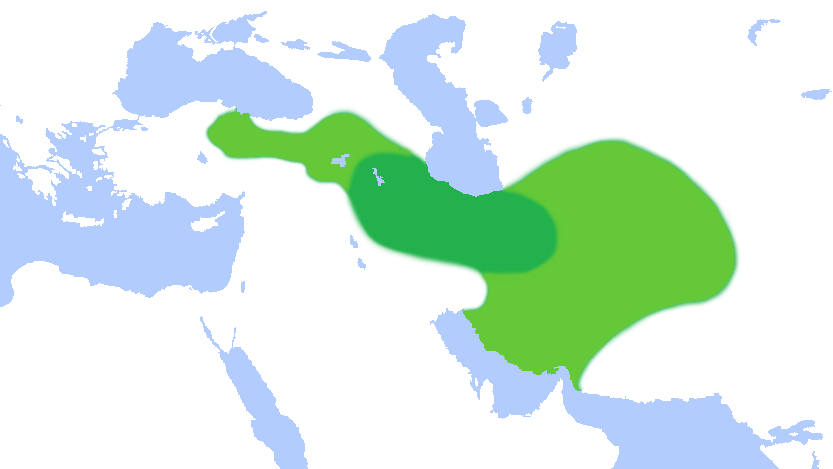
Império Medo de Ciaxares na época de sua expansão máxima

Ciaxares nasceu em Ecbátana, a capital meda. Seu pai, Fraortes, foi morto em uma batalha contra os assírios, liderados por Assurbanípal, rei da Assíria. Após a morte de Fraortes, os citas invadiram a Média e controlaram a área por um período de 28 anos. Ciaxares, em busca de vingança, matou os líderes citas e se proclamou rei dos medos. Depois de expulsar os citas, ele se preparou para a guerra contra a Assíria. Ciaxares reorganizou o exército medo, então se aliou aos citas, embora eles tenham guerreado uns contra os outros uma década antes. Em 616 a.C., uma força combinada de assírios e maneanos foi derrotada pelos babilônios em Qablīn, e Ciaxares poderia ter aproveitado a oportunidade para subjugar os maneanos em 615 a.C., o que o teria levado às fronteiras da Assíria, que estava em guerra com os babilônios. Em outubro ou novembro de 614 a.C. os medos ocuparam a província assíria de Arrapa (moderna Quircuque), então capturaram Tárbis ao norte de Nínive e finalmente invadiram Assur, a antiga capital da Assíria. Muitos assírios foram mortos, e uma grande quantidade de despojo levado para a Média, que assim deixou de ser um país pobre e semidemocrático tornando-se em um rico império oriental. Nabopolassar, rei da Babilônia, chegou tarde demais para participar da captura de Assur, mas os dois reis se aliaram contra os assírios. Essa aliança foi formalizada através do casamento da filha de Ciaxares, Amitis, com o filho de Nabopolassar, Nabucodonosor II. Em 612 a.C., os medos e os babilônios juntaram forças para atacar Nínive, capital do Império Neoassírio. Os remanescentes do exército assírio, liderado por Assurubalite II, romperam o cerco e se retiraram para Harã e posteriormente recuaram para Carquemis, perto da grande curva do Eufrates, onde se juntaram a algumas forças egípcias. Enquanto isso, os medos podem ter invadido ou até conquistado Urartu no norte (embora uma data anterior para essa conquista também tenha sido sugerida). Se os medos participaram ou não da derrota final dos assírios e egípcios em Carquemis e da seguinte ofensiva babilônica na Palestina, não está claro. A fronteira entre a Média e a Babilônia foi estabelecida ao sul de Assur e Harã. Nabucodonosor tomou Jerusalém em 597 a.C. Fontes gregas afirmam que na campanha contra Jerusalém Nabucodonosor pediu ajuda a Ciaxares.

### Guerra contra a Lídia

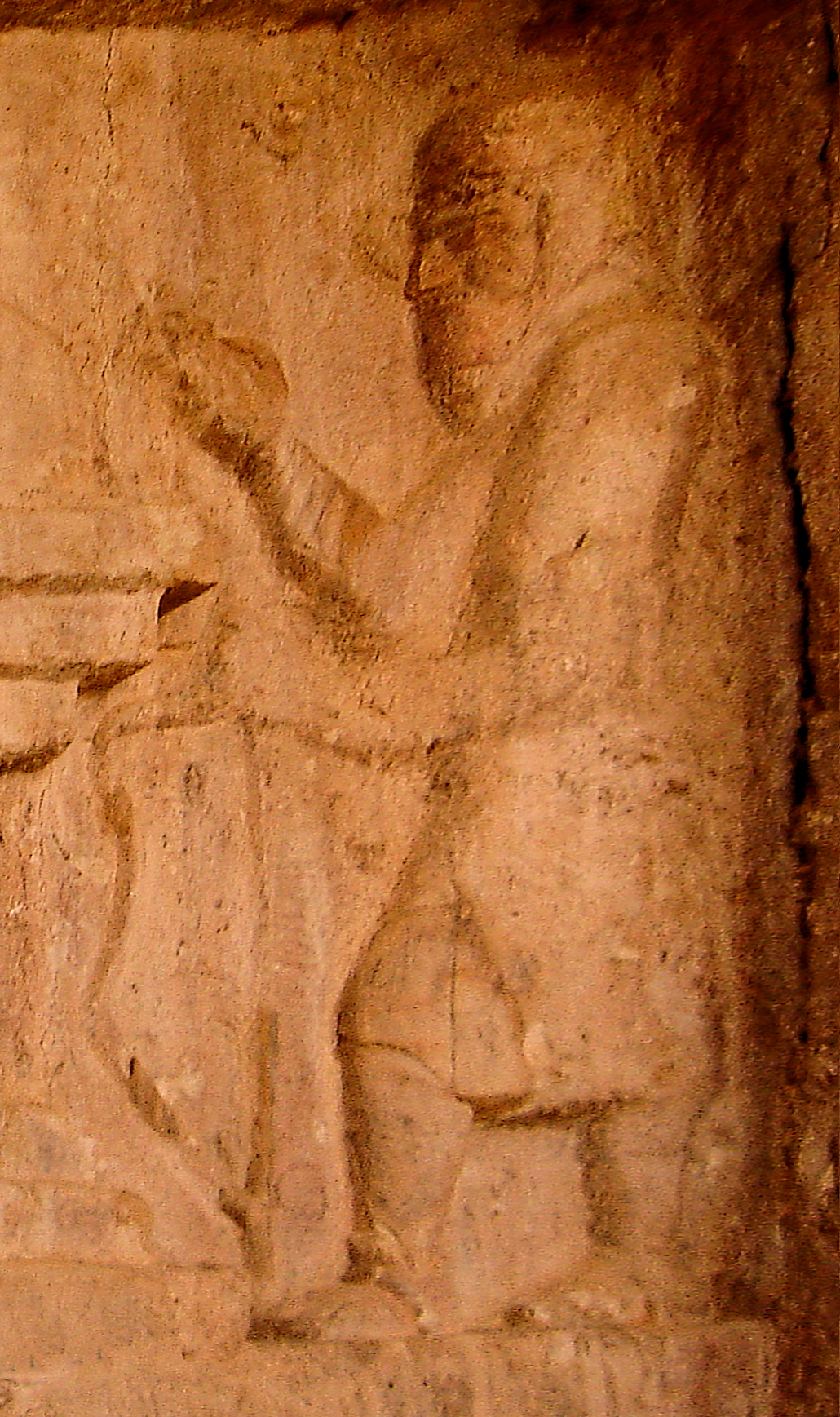
Tumba de Quizicapã, provável relevo de Ciaxares (detalhe)

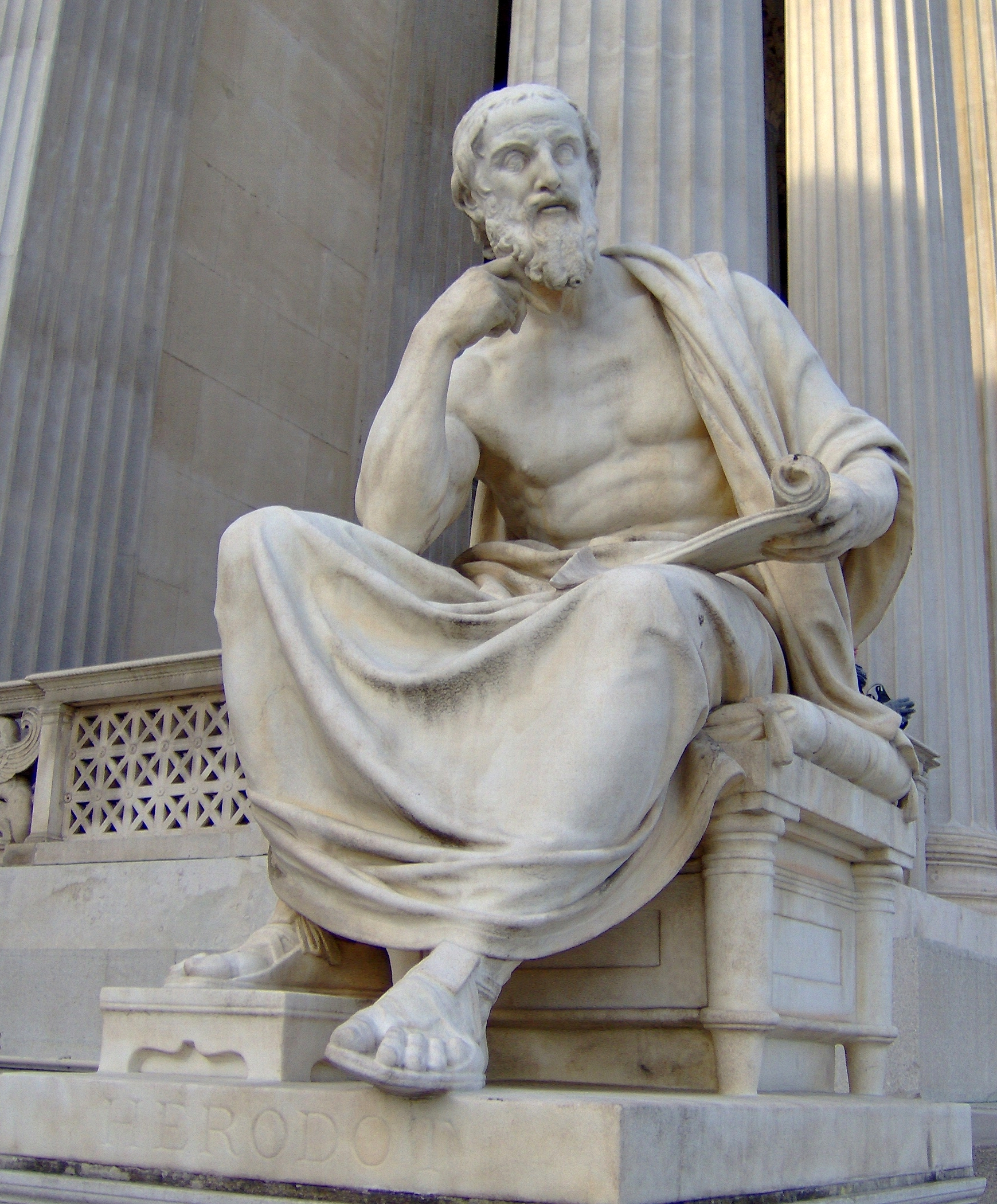
Heródoto relatou as guerras de Ciaxares em Histórias

Após a vitória na Assíria, os medos conquistaram o norte da Mesopotâmia, a Armênia e as partes da Ásia Menor a leste do rio Hális, que foi a fronteira estabelecida com a Lídia após uma batalha decisiva entre a Lídia e a Média, a Batalha do Hális terminou com um eclipse em 28 de maio de 585 a.C. Antes de Ciaxares ser confrontado com a ameaça do exército lídio, Alíates já havia feito campanha nas regiões orientais da Frígia e Gordião. Através da mediação de Sienésis I, rei da Cilícia, e Labineto, da Babilônia, ambos os lados concordaram com a paz. O rio Hális foi estabelecido como a fronteira entre as esferas de influência Lídio e Medo, embora algumas regiões tenham permanecido semi-independentes dentro de ambos os impérios.

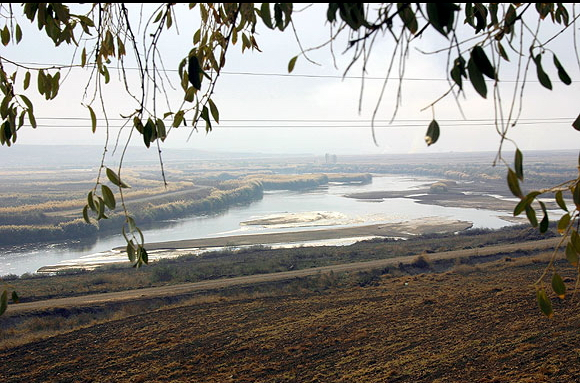
Rio Hális

Algumas das vicissitudes desta guerra (a princípio favorecendo Lídia) parecem ter sido sugeridas por Jeremias (50:9-10, 50:41-43, 51:27-28) e Ezequiel (32:22-30, 38:2-6, 39:1-16).
Após o subsequente intercâmbio de casamento, a luta cessou entre os medos e os lídios, mas Creso mais tarde se recusaria a enviar ajuda a Astíages quando confrontado com o conflito de Ciro, o Grande. Isso mostra que, embora os casamentos resultantes possam ter evitado mais lutas entre os medos e os lídios, os dois reinos não se uniram em nenhum tipo de aliança.
Ciaxares morreu logo após a batalha e foi sucedido por seu filho, Astíages, que era o avô materno de Ciro, o Grande, por meio de sua filha Mandane. Deve-se notar que as circunstâncias do reinado de Ciaxares receberam uma interpretação totalmente diferente nas obras de René Labat e Hinz.

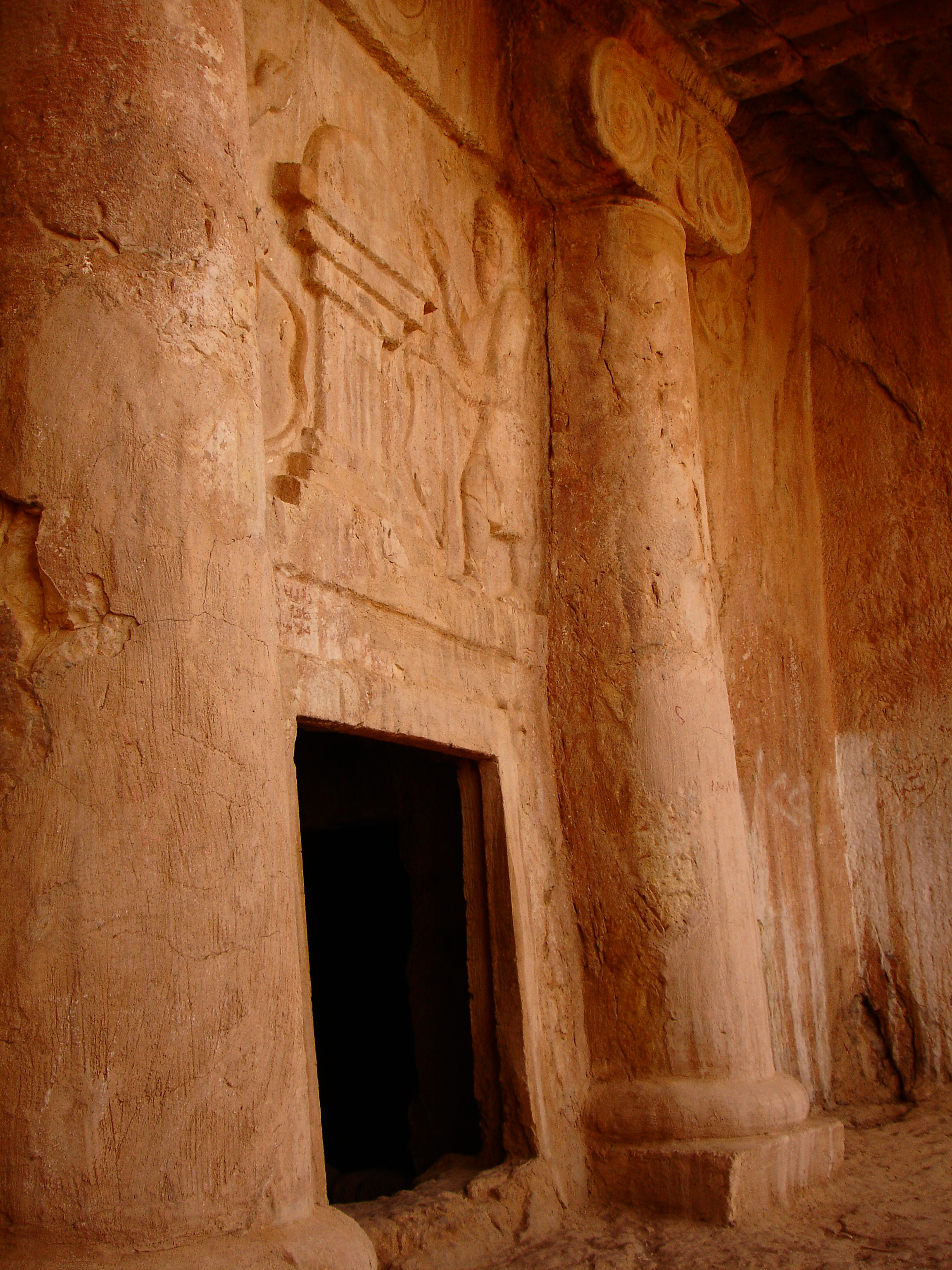
Tumba de Ciaxares, Quizicapã, Suleimânia. Curdistão iraquiano

Quizicapã é uma tumba localizada nas montanhas do Curdistão iraquiano em Suleimânia. O historiador russo Igor Diakonoff acreditava que se tratava provavelmente de uma tumba real e que, se for real, é a tumba de Ciaxares.

## Legado
Em relatos posteriores sobre os Jardins Suspensos da Babilônia, isso foi lembrado como o presente de Nabucodonosor para a sua esposa e filha de Ciaxares Amitis, para ajudá-la com as saudades de casa pelo país montanhoso onde ela nasceu.
Depois que Dario I tomou o Iranchár, rebeliões eclodiram reivindicando o legado de Uvaxstra. Depois que eles foram derrotados, o xá anotou dois na inscrição de Beistum:
| “ | Outro era Fraortes [Fravartis], o medo [Mâda]; ele mentiu, dizendo: 'Eu sou Quxatirita, da dinastia de Ciaxares.' Ele fez a mídia se revoltar. Outro foi Tritantaechemes [Ciçataxma], o sagartiano [Asagartia]; ele mentiu, dizendo: 'Eu sou rei em Sagartia, da dinastia de Ciaxares.' Ele fez Sagartia se revoltar. | ” |